# Oleśnica
Oleśnica és un municipi urbà i una localitat, capital del districte d'Oleśnica, al voivodat de la Baixa Silèsia (Polònia). Entre 1975 i 1988 se situava a l'antic voivodat de Wrocław. El 2011, segons l'Oficina Central d'Estadística polonesa, tenia una superfície de 20,96 km² amb una població de 36.998 habitants.
La ciutat és famosa pel seu gran castell del segle XVI. Les arcades del pati interior del castell, una obra mestra de l'arquitectura renaixentista, són emblemàtiques a la regió.